# Landremont
Landremont település Franciaországban, Meurthe-et-Moselle megyében. Lakosainak száma 137 fő (2022. január 1.). Landremont Belleau, Clémery, Sainte-Geneviève és Ville-au-Val községekkel határos.

## Népesség
A település népességének változása:
| Lakosok száma | 110  | 106  | 139  | 143  | 133  | 142  | 146  | 147  | 144  | 137  |
|               | 1968 | 1982 | 1990 | 2006 | 2013 | 2015 | 2017 | 2019 | 2020 | 2022 |